# Passiflora buchtienii
Passiflora buchtienii är en passionsblomsväxtart som beskrevs av Ellsworth Paine Killip. Passiflora buchtienii ingår i släktet passionsblommor, och familjen passionsblomsväxter. Inga underarter finns listade i Catalogue of Life.